# 尤凡尼·賈亞爾多
尤凡尼·賈亞爾多（Yovani Gallardo，1986年2月27日—），為前美國職棒大聯盟的投手，生涯曾效力於釀酒人、遊騎兵、金鶯、水手與紅人等隊。出生於墨西哥米卻肯州Penjamillo de Degollado。高中畢業於德州沃斯堡Trimble Technical High School，2004年選秀第二輪被釀酒人所挑選。賈亞爾多有著大聯盟投手的標準體格：身高6呎2吋，體重210磅，另外也有不錯的打擊技巧。賈亞爾多的投球機制為高壓投法，最常使用的球路為：快速球、曲球、滑球。球速可上看97mph，但通常維持在92-93mph。還有曾被認為是小聯盟最優秀的曲球，球速約在78-82mph。而他的滑球也有不錯的品質：銳利，變化晚。

## 2006年球季
6月9日，賈亞爾多在1A的布羅瓦郡海牛（Brevard County Manatees）投出8又3分之一局的無安打比賽（之後被擊出一支三壘安打），送出11次三振。該球季，賈亞爾多在布羅瓦郡海牛和2A的杭茲維爾星辰（Huntsville Stars）的155局中，送出領先全小聯盟的188次三振，是釀酒人新秀的單季最高紀錄。他在2A先發13場，防禦率1.63。賈亞爾多的綽號有 YoYo、Yoga 和 El Chupa Cabra。

## 2007年球季
2007年球季，賈亞爾多從3A的納許維爾天籟（Nashville Sounds）出發。6月14日，釀酒人宣佈將賈亞爾多升上大聯盟，取代因左鼠蹊部拉傷而進入傷兵名單的先發投手克里斯·卡普阿諾（Chris Capuano）。賈亞爾多在6月18日首度在大聯盟出賽，對上舊金山巨人，先發6又1/3局失三分，投出三次保送和四次三振。他在大聯盟的第一個打席擊出了帶有一分打點的二壘安打。
6月23日，第二次出賽的賈亞爾多投出五局無安打。但牛棚在第八局砸鍋而失去勝投資格。在從牛棚出賽三場之後，由於釀酒人王牌班·席茲因右手手指扭傷進入15天傷兵名單，賈亞爾多在7月17日再度回到先發輪值。

## 2008年球季
2008年3月21日，賈亞爾多由於左膝外側半月板撕裂傷進入15天傷兵名單。在4月20日回到場上後，他前三場先發防禦率只有1.80。
5月1日，賈亞爾多在第五局與芝加哥小熊的 Reed Johnson 相撞。之後診斷出右膝十字韌帶撕裂傷，再度進入15天傷兵名單，直到9月24日為止。
10月1日，賈亞爾多擔任季後賽第一場先發投手對上費城費城人科爾·漢梅爾斯，成為大聯盟史上唯一一位該季0勝0敗而在季後賽先發的投手。該場比賽最終以1比3落敗，吞下敗投。

## 2016
金鶯隊和Yovani Gallardo達成3年35M的協議，此合約附帶2019年的13M球隊選擇權和2M買斷金，後因體檢問題而改成2年22M附帶2018年11M選擇權及2M買斷金。新球季將延用從密爾瓦基釀酒人時期開始的背號「49」號。

## 酒駕事件
2004年4月17日凌晨2點接獲民眾線報，有車輛在行駛間好幾次突然急轉彎，時速約為64至90公里。警方表示，逮捕賈拉多時他的雙眼發紅，口齒不清講話也充滿酒氣；他的酒測值為0.22，約為維斯康辛洲法定標準值0.08的三倍；警局發言人也說，「他承認他喝了一些啤酒，不過他也相當配合。」事件發生後，釀酒人球團除了對表示賈拉多感到失望，也說他們會慎重看待此事，但目前尚不清楚球團是否已對賈拉多採取紀律處分。賈拉多在數小時後也對媒體發表聲明稿表示，「很明顯地，我昨天晚上做了一個錯誤的決定。我犯了錯，我知道我已失去球迷們的尊敬，我願意在此道歉；對球迷、我的隊友、以及我的家人道歉。」賈拉多也說道，「這真的是一個錯誤的示範，這是我不應該做的事，我非常後悔；但我知道這一切已經發生，我想為我的行為，對球團和市民們道歉。我也在此保證，類似的情形決不會再發生，我說到做到。」

## 外部連結
- 球員資訊和成績在MLB ，ESPN ，Retrosheet ，Baseball Reference ，Baseball Reference (Minors) ，Fangraphs ，The Baseball Cube （英文）